# Zanfona
Una zanfoña o zanfona es un instrumento musical perteneciente a la familia de los cordófonos frotados, muy extendido en la música popular europea con numerosas variantes en distintas regiones y épocas.[cita requerida] Posiblemente derivada del organistrum del siglo X, a la zanfoña se la conoce también en español por muchos otros nombres, como gaita del pobre, vihuela de rueda, sinfonía, chifonía (del francés chifonie), entre otros.

## Características
La zanfoña se asemeja a un violín mecánico en el que varias cuerdas vibran por la fricción de una rueda  (situada en la caja de resonancia del instrumento) que gira gracias a un manillar o manivela.
Las notas cambian al presionar las teclas de un teclado dotado de unas espadillas que acortan la cuerda melódica. La zanfoña común tiene dos o tres cuerdas melódicas o cantantes, de las que se obtienen varias notas (alrededor de dos octavas de un piano), y dos o tres bordones (cuerdas) a los lados, que emiten una sola nota (generalmente más grave). Esta nota sostenida independiente de la melodía es la que le ha valido el sobrenombre de gaita zamorana o de pobre, debido a la nota sostenida dada por el bordón (tubo) de la gaita, y debido a esta particularidad es intercambiable por la gaita en muchos estilos de música popular, especialmente en Francia y Hungría. Las zanfoñas actuales pueden llegar a tener 23 cuerdas, agrupadas en cuatro categorías: melódicas, bordones, rítmicas (o trompetas) y simpáticas (que vibran sin necesidad de tener que entran en resonancia).[cita requerida]

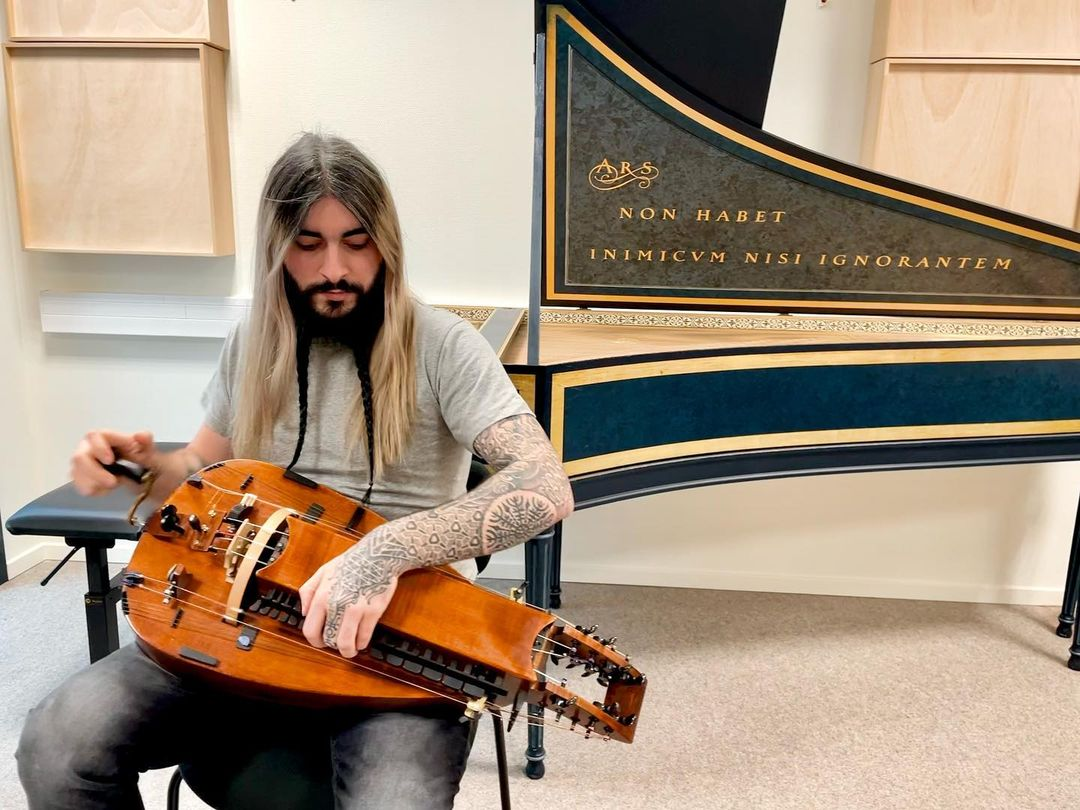
Sergio González Prats, músico de Zanfona

### Elementos
- Caja de resonancia, su función la realiza la caja del teclado, plana por ambas tapas.
- Rueda, al girar frota las cuerdas haciéndolas vibrar.
- Manivela, permite hacer girar manualmente la rueda.
- Teclado, dispone de teclas pulsadas con tangentes que permiten modificar la longitud de las cuerdas, variando así la frecuencia del sonido; puede ejecutar una escala diatónica. Las teclas vuelven a su posición por gravedad, ayudadas por la vibración de las cuerdas.
- Cuerdas, posiblemente se utilizara el material habitual en la Edad Media, tripa retorcida o nervio de animal, de aproximadamente 1 mm de grueso para la cuerda melódica y 0,6 mm. para los bordones.
- Puente, de madera dura y fijado a la base; en la Edad Media todavía no se conocía el puente móvil.
- Clavijas, permiten afinar el instrumento.

### Afinación
En Sinfonías primitivas, las teclas se distribuían siguiendo la afinación pitagórica, pero en instrumentos posteriores la afinación variaba ampliamente; para adaptarse más fácilmente a otros instrumentos tocados al unísono el más común era el Afinado justo, sistema de afinación en el que un intervalo, usualmente una octava, se divide en siete pasos con la misma relación de frecuencia.
Además del afinado clásico mediante las clavijas, para lograr una entonación y calidad de sonido apropiadas, tal como muestran diversas representaciones, se utilizan dos técnicas, algodonado y shimming, relacionadas entre sí ya que ambas afectan a la geometría de las cuerdas del instrumento y a su timbre.
En el algodonado, la superficie de cada cuerda en contacto con la rueda, se envuelve en algodón impregnado en resina. El algodón en la cuerda melódica tiende a ser en pequeña cantidad y mayor en los drones.
La rueda al girar distribuye uniformemente el algodón aplicado en la cuerda; una distribución inadecuada tiende a producir un sonido áspero.
Algunos autores indican que se pueden aplicar fragmentos de papel entre la cuerda y el puente, el shimming, para modificar ligeramente la distribución de las cuerdas. Con esta técnica se ajusta la altura de cada cuerda, en especial las melódicas, respecto a la rueda.
Para obtener un sonido uniforme, el contorno de la rueda se impregna en resina.
Debido al material de las cuerdas, es un instrumento muy sensible a los cambios de temperatura y humedad, por lo que precisa frecuentes afinaciones.

## Historia

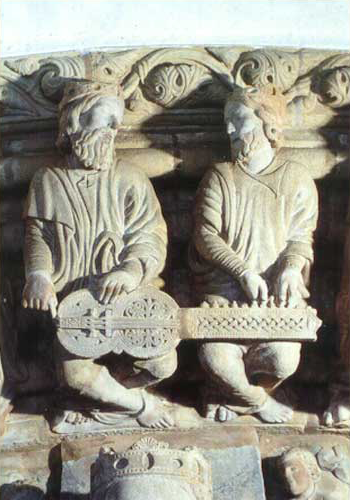
Organistrum del Pórtico de la Gloria de la Catedral de Santiago de Compostela.

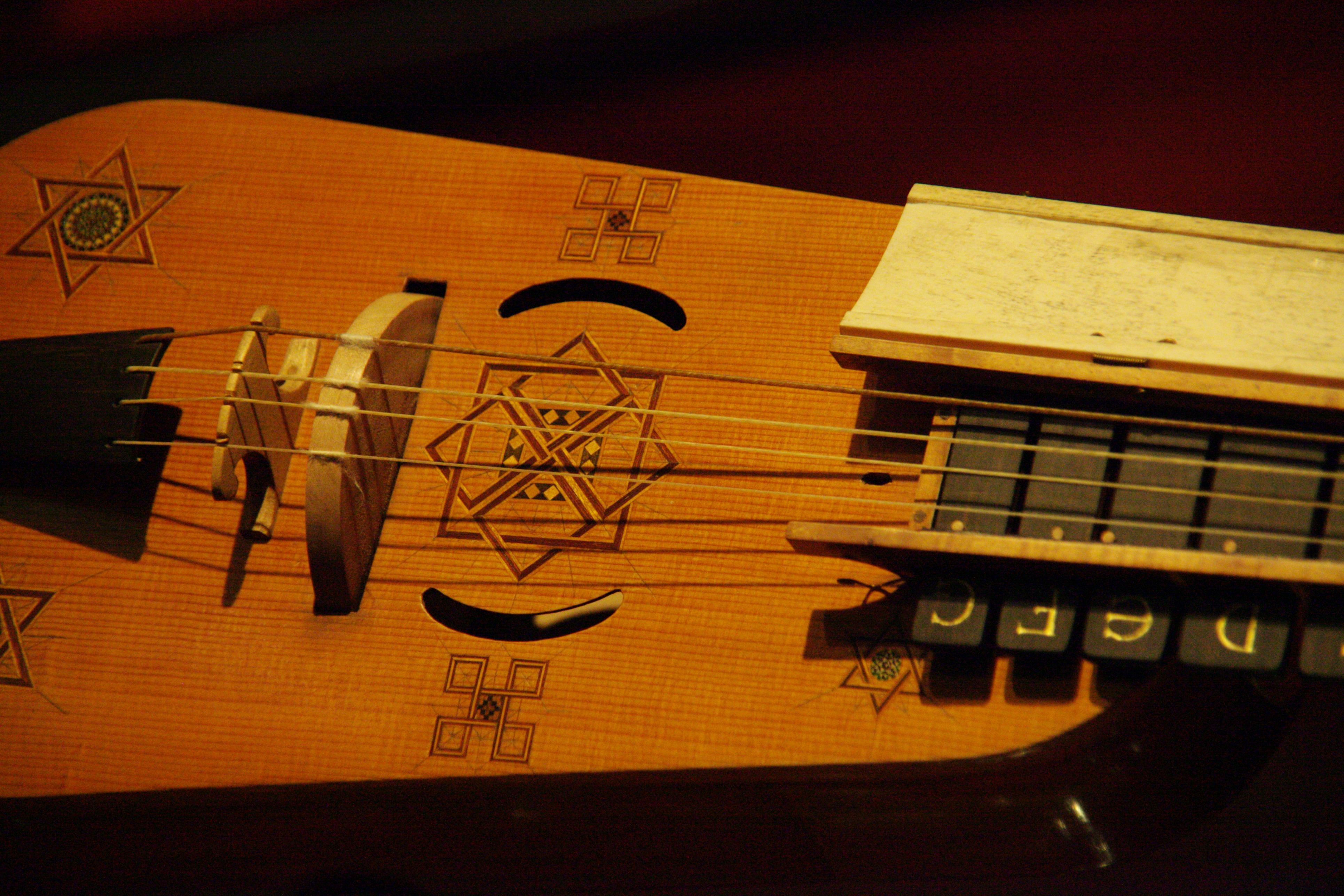
Zanfoña en el Museo de la Música de Barcelona

En la antigua Grecia, Symphonia (en griego, συμφωνία) indicaba la consonancia perfecta, es decir, la octava. En el medievo, sin embargo, el término Sinfonía era el opuesto a diafonía; la primera indicaba consonancia, la segunda disonancia.

El término Sinfonía aparece en los escritos de San Isidoro de Sevilla, haciendo referencia al tambor de marco:
Tympanum est pellis vel corium ligno ex una parte extentum. Est enim pars media symphoniae in similitudinem cribri. Tympanum autem dictum quod medium est. Unde, et margaritum medium tympanum dicitur, et ipsum ut symphonia ad virgulam percutitur.
La zanfoña se desarrolló durante el siglo XII, siendo utilizado en la música religiosa y en la música profana medieval. Requería de dos intérpretes y recibía el nombre de organistrum y más tarde vielle à roue (‘viola de rueda’) y symphonia.
La primera referencia escrita es del abad Odón de Cluny en su obra Quomodo organistrum construatur (‘cómo construir un organito’) si bien su veracidad es dudosa dado que solo se conoce a través de citas muy posteriores. También se menciona un instrumento parecido en un compendio musical del árabe Al Zirikli.[cita requerida]
Michael Praetorius en su Syntagma Musicum (1620), pág. XXII, muestra dos zanfoñas utilizadas en conciertos de teatro de la época.
En Misurgia Universalis, de Athanasius Kircher, publicado en 1650, Iconilmus VIII folio 487 figura VI, aparecen dos interesantes dibujos de la zanfoña con el nombre de Lyra mendicorum.

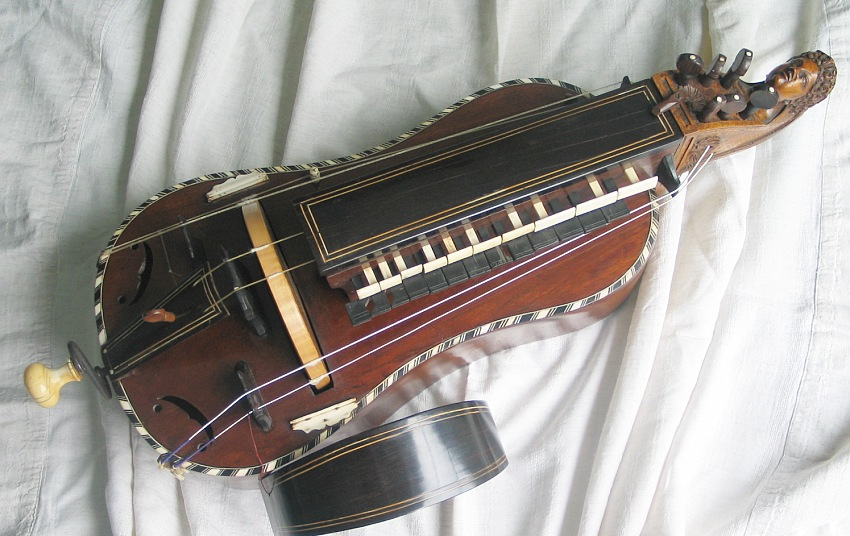
Francia,

A partir del siglo XVI pasó a manos de trovadores, juglares y mendigos. Su época dorada llegó en el siglo XVIII, especialmente en la corte francesa del rey Luis XV, ya que ésta era la referencia de la moda en el resto de Europa. A finales del siglo XVIII la zanfoña vuelve a manos populares, ya que en la música académica se imponen otros instrumentos de cuerda de mayor presencia (como los violines, las violas, los violonchelos y los contrabajos). Al modelo más extendido en la música folclórica de Francia se le considera un instrumento resultado de la unión de la sinfonía y la viola medieval realizados a partir de la caja de resonancia de un laúd o una viola.[cita requerida]
A mediados del siglo XVIII apareció en Francia la zanfona-órgano conocida como vielle organisée, que desapareció en poco tiempo pese a que compositores como Haydn escribieran específicamente para ella.
A partir de los años setenta renació el interés por el instrumento, especialmente tras su adaptación electroacústica y las innovaciones técnicas de las que es exponente Valentin Clastrier.
En el Kunsthistorisches Museum de Viena, se conserva un ejemplar del instrumento y una escultura de pórtico como adorno.

## Denominaciones

### Regiones de España
Este instrumento recibe diferentes denominaciones en las diferentes regiones.
| Nombre            | Región                                  |
| ----------------- | --------------------------------------- |
| gaita de pobre    | Zamora                                  |
| gaita de rabil    | Asturias y Cantabria                    |
| gaita zamorana    | Zamora                                  |
| rabel de manubrio | Palencia                                |
| vigüela           | Palencia                                |
| viola de roda     | Cataluña, Comunidad Valenciana, Galicia |
| zanfona           | Galicia                                 |
| zanfoña, zanfonía | León                                    |
| zanfona           | Asturias                                |
| zarrabete         | País Vasco                              |

### Otras denominaciones en español
Además de los términos señalados en la tabla arriba, existen muchos otros como, por poner solo unos pocos ejemplos, lira alemana, lira rústica, rota britannica, sanfon, vihuela de ciego y viola de amor.

### Músicos referentes de Zanfona en España

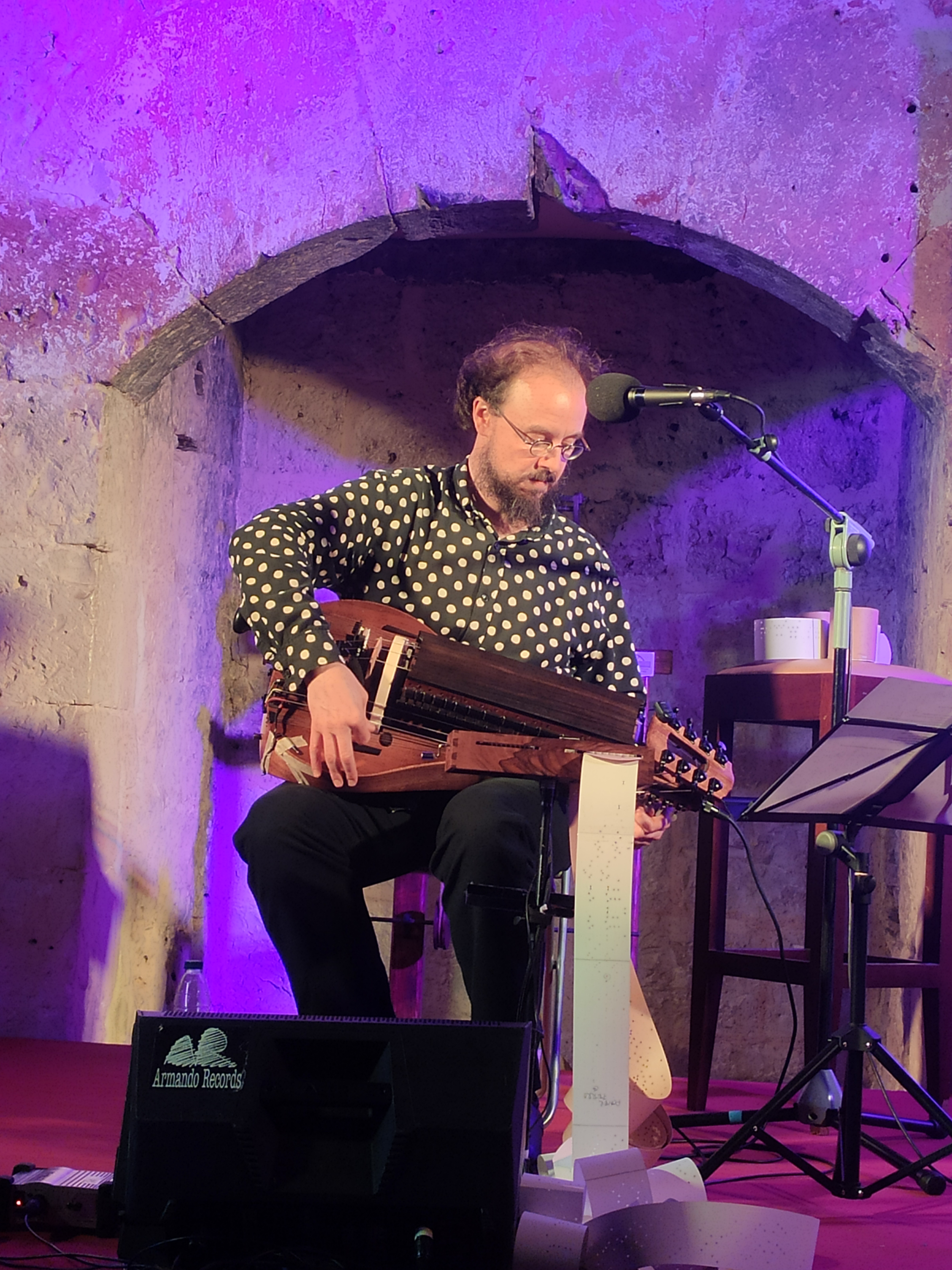
Germán Díaz, Virtuoso de la Zanfona

La zanfona, tras siglos de declive, experimentó un proceso de recuperación en España a partir del siglo XX, en gran parte gracias a la labor de músicos, investigadores y constructores que contribuyeron a rescatar el instrumento del olvido.
Una figura clave en este renacer fue Perfecto Feijoo (1858–1935), quien en su labor de recopilación de música tradicional gallega impulsó el uso de la zanfona como símbolo identitario de la cultura popular. Su influencia fue decisiva para la revalorización del instrumento en el contexto del folclore gallego.
Posteriormente, Faustino Santalices (1877–1960), intérprete, investigador y constructor, consolidó ese impulso. Considerado uno de los grandes artífices del redescubrimiento de la zanfona en España, desarrolló una importante labor pedagógica y dejó una obra discográfica y literaria que contribuyó decisivamente a la conservación y transmisión del repertorio tradicional vinculado al instrumento.
Ya en la segunda mitad del siglo XX y comienzos del XXI, una nueva generación de intérpretes ha continuado esta labor desde perspectivas diversas:
Sergio González Prats, musicólogo y director de Saüc Ensemble, trabaja en el ámbito de la interpretación históricamente informada del repertorio renacentista y barroco con instrumentos originales o réplicas, integrando también influencias de la música del Mediterráneo, es reconocido como embajador de la zanfona, divulgando el instrumento en internet llegando a más de 500.000 visitas en su canal de YouTube "Zanfoneando"
Efrén López, intérprete valenciano, ha desarrollado una destacada carrera en el ámbito de las músicas tradicionales del Mediterráneo oriental y occidental, empleando la zanfona en un contexto multicultural.
Óscar Fernández se ha especializado en la tradición gallega, incorporando la zanfona en repertorios populares del noroeste peninsular y contribuyendo a su continuidad en ese ámbito.
Germán Díaz ha explorado el potencial experimental y contemporáneo del instrumento, prestando especial atención a su relación con la música mecánica.
Gracias a todos ellos y a muchos otros, la zanfona ha pasado de ser un instrumento marginal a recuperar una presencia activa tanto en la música tradicional como en la antigua y la contemporánea.

## Zanfoñas eléctricas y electrónicas

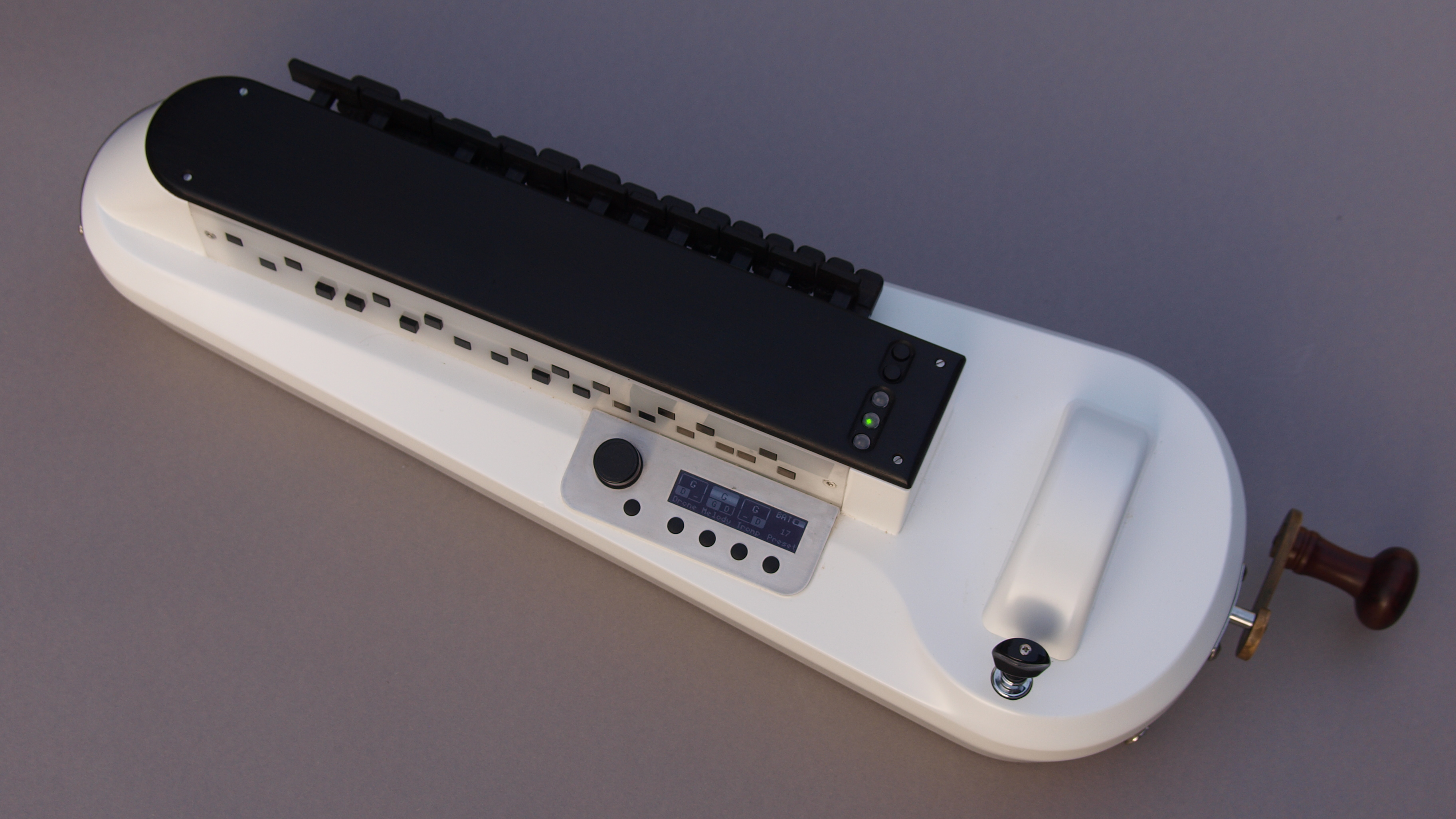
Zanfoña electrónica MidiGurdy

En la música pop, especialmente en la música popular neomedieval, se utilizan zanfoñas eléctricas, en las que las pastillas electromagnéticas convierten la vibración de sus cuerdas en señales eléctricas analógicas. Al igual que las guitarras eléctricas, las señales se transmiten a un amplificador de instrumentos o se reproducen por sintetizador en forma modificada.
Las zanfoñas electrónicas, por otro lado, no necesitan cuerdas. Las señales para las cuerdas melódicas son generadas electrónicamente por las teclas y también en combinación con la rotación de la rueda. Las señales para las cuerdas de tonos bajos y los bordones son generadas por los movimientos de la manivela de la rueda. Dependiendo del equipamiento técnico del instrumento, la señal de audio digital puede ser emitida directamente a través de un procesador y una tarjeta de sonido integrados. El intercambio de datos de la información musical entre la zanfoña y los ordenadores, sámplers o sintetizadores conectados se gestiona a través de una interfaz MIDI.

## En la cultura popular

### Literatura
El instrumento es mencionado, con distintos nombres, por numerosos autores. Así, la zanfoña es uno de los instrumentos que cita Juan Ruiz, arcipreste de Hita en el Libro de buen amor, el cual incluye una relación de instrumentos musicales utilizados durante el período anterior al Renacimiento; en los capítulos LI y LII menciona:

Panderos, zamponnas, alboques, caramillo fecho de cana uera, cítola, atambores, guitarra, corpudo laúd, rabé gritador, trompas, annafiles, etc.

Si bien Cervantes menciona una gaita zamorana en Cap. II-XX del Quijote, puede referirse a varios instrumentos, incluyendo a una especia de flauta.
Ramón Menéndez Pidal menciona a la «zanfoña» en dos ocasiones en su Poesía juglaresca y orígenes de las literaturas románicas: Problemas de historia literaria y cultural.
En Romance de lobos, Ramón del Valle-Inclán se refiere a la «zanfoña» en tres ocasiones, aunque bien es cierto que en la primera mención, señala que también se conoce como «zanfona» y «zanfonía».

### Pintura

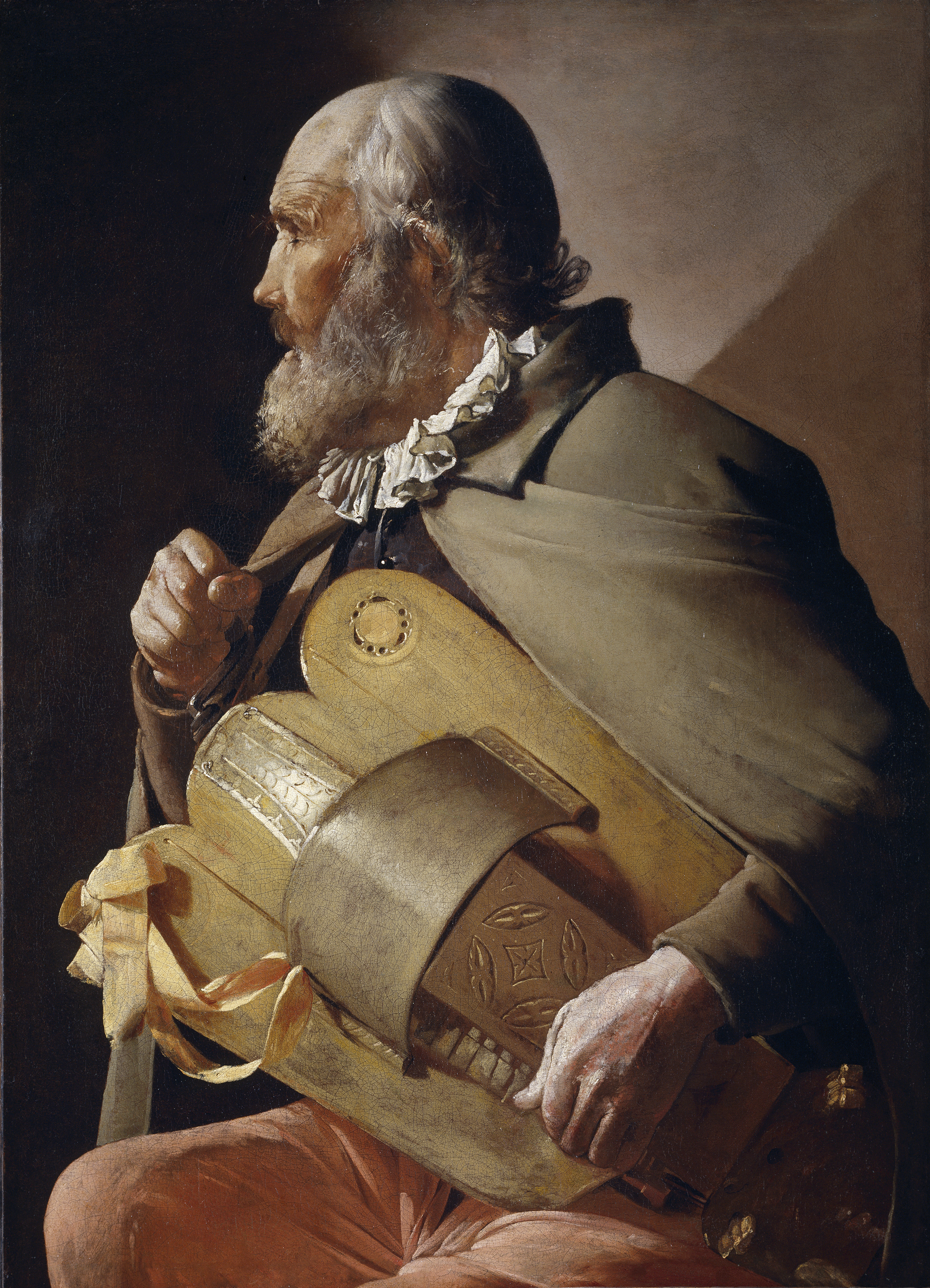
Ciego tocando la zanfonía, de Georges de La Tour. Museo Nacional del Prado.

El instrumento figura en varios cuadros en el Museo Nacional del Prado, como Ciego tocando la zanfonía (1620-1630), de Georges de La Tour; Fiesta y comida de aldeanos (1637) y Fiesta campestre (1647), ambos de David Teniers; Mesa revuelta con pinturas, zanfonía, libros y otros objetos en trampantojo (hacia 1779), de Charles-Joseph Flipart; El ciego músico (hacia 1786) Ramón Bayeu y Subías.
El Prado también tiene dos estudios realizados por Eduardo Rosales, ambos hacia 1870, para su "Alegoría de la Música": Niño desnudo tocando una zanfonía, y Niño desnudo tocando una zanfonía.
Así mismo, el museo alberga la estampa iluminada Ciego que toca la zanfonía y su lazarillo de Madrid (1801) dibujado por Antonio Rodríguez y grabado por José Vázquez.